# Zusam
Lo Zusam è un fiume della Baviera, Germania, e un affluente del Danubio. La sua sorgente si trova appena a nord del villaggio di Könghausen, nel distretto di Unterallgäu. Scorre verso nord per circa 97 km, prima di convergere nel Danubio vicino alla città di Donauwörth.
Le città e i villaggi lungo lo Zusam includono Obergessertshausen, Memmenhausen, Muttershofen, Ziemetshausen, Dinkelscherben, Fleinhausen, Zusmarshausen, Zusamzell, Wertingen, Frauenstetten e Buttenwiesen.